# Чилијеђи (Фиренца)
Чилијеђи је насеље у Италији у округу Фиренца, региону Тоскана.
Према процени из 2011. у насељу је живело 640 становника. Насеље се налази на надморској висини од 138 м.